# Renate (Lombardei)
Renate ist eine Kleinstadt mit 3981 Einwohnern (Stand 31. Dezember 2023) in der italienischen Provinz Monza und Brianza, Region Lombardei.
Der Ort liegt etwa 33 km von Mailand entfernt auf einer Höhe von 314 m über dem Meeresspiegel. Die Fläche der Gemeinde umfasst 2,8 km².
Die Nachbargemeinden sind Cassago Brianza, Veduggio con Colzano, Briosco, Monticello Brianza und Besana in Brianza.

## Persönlichkeiten
- Dionigi Kardinal Tettamanzi (1934–2017), 2002–2011 Erzbischof von Mailand